# Milan Štrich
Milan Štrich, případně také Michal Štrich nebo Milan Michal Štrich, (19. srpna 1951 Třebíč – 9. července 2018) byl český herec a divadelní ředitel.

## Biografie
Milan Štrich se narodil v roce 1951 v Třebíči, kde začal studovat gymnázium, které nedokončil, protože v roce 1968 byl nucen z gymnázia odejít z důvodu emigrace příbuzných. Následně dva roky pracoval jako kulisák v divadle v Ostravě. V roce 1970 byl i přes to, že nezískal maturitní vysvědčení, přijat na studium herectví na Janáčkově akademii múzických umění v Brně. Jeho ročník vedl Ladislav Lakomý. Studium dokončil v roce 1975, kdy začal působit v zájezdovém divadle v Příbrami (nazýváno též Krajské divadlo Příbram). V roce 1979 pak nastoupil do stálého angažmá v Divadle Vítězslava Nezvala v Karlových Varech. Roku 1995 se pak stal ředitelem téhož divadla, v této funkci působil až do roku 1997, kdy bylo divadlo rozpuštěno a on na protest proti tomu rezignoval na funkci ředitele. Od roku 1995 do roku 2013 působil v Divadle J. K. Tyla v Plzni, v roce 2013 odešel do důchodu.

## Dílo

### Divadlo
- Vzhůru na letní byt, Státní divadlo Ostrava, 1970
- Bláznivá ze Chaillot, Státní divadlo Ostrava, 1971
- Matka, Státní divadlo Brno, 1972
- Nesmrtelný příběh, JAMU Brno, Činoherní studio, 1972
- New Haven, náš cíl!, Státní divadlo Brno, 1972
- Doktor Faust, JAMU Brno, Činoherní studio, 1972
- Kotevní náměstí, JAMU Brno, Činoherní studio, 1974
- Evžen Oněgin, JAMU Brno, Činoherní studio, 1974
- Radúz a Mahulena, JAMU Brno, Činoherní studio, 1974
- Zvířátka a Petrovští, Krajské divadlo Příbram, 1975
- Příbuzní, Krajské divadlo Příbram, 1975
- Mravenci, Krajské divadlo Příbram, 1975
- Mordová rokle, Krajské divadlo Příbram, 1975
- Stříbrný vítr IV., Krajské divadlo Příbram, 1975
- Jedenácté přikázání, Krajské divadlo Příbram, 1976
- Prémie, Krajské divadlo Příbram, 1976
- Sólo pro bicí (hodiny), Krajské divadlo Příbram, 1976
- Tartuffe, Krajské divadlo Příbram, 1976
- Loď do Smyrny, Krajské divadlo Příbram, 1976
- Cesta cest mezi oceány, Krajské divadlo Příbram, 1977
- Začínáme žít, Krajské divadlo Příbram, 1977
- Večer tříkrálový, Krajské divadlo Příbram, 1977
- Kytice pro panenku, Krajské divadlo Příbram, 1977
- Všechno je v zahradě, Krajské divadlo Příbram, 1977
- Filosofská historie, Krajské divadlo Příbram, 1977
- Bláznivý den aneb Figarova sva, Krajské divadlo Příbram, 1978
- Matka, Krajské divadlo Příbram, 1978
- Obchodník s deštěm, Krajské divadlo Příbram, 1978
- Lucerna, Krajské divadlo Příbram, 1978
- Úklady a láska, Krajské divadlo Příbram, 1978
- Astrolog, Divadlo Vítězslava Nezvala, 1979
- Mořská panna, Krajské divadlo Příbram, 1979
- Radúz a Mahulena, Krajské divadlo Příbram, 1979
- Čert na zemi, Divadlo Vítězslava Nezvala, 1980
- C.k. polní maršálek, Divadlo Vítězslava Nezvala, 1980
- Podivuhodný kouzeník, Divadlo Vítězslava Nezvala, 1980
- Aristokrati, Divadlo Vítězslava Nezvala, 1980
- Medea, Divadlo Vítězslava Nezvala, 1980
- Pravda barona Prášila, Divadlo Vítězslava Nezvala, 1981
- Tři bílé šípy (Brána slunce), Divadlo Vítězslava Nezvala, 1981
- Hvězda zvaná Pelyněk, Divadlo Vítězslava Nezvala, 1981
- Markéta Lazarová, Divadlo Vítězslava Nezvala, 1981
- Revizor, Divadlo Vítězslava Nezvala, 1981
- Každý něco pro vlast. Ptáčník, Divadlo Vítězslava Nezvala, 1982
- Lišák Pedro, Divadlo Vítězslava Nezvala, 1982
- Oidipus vladař, Divadlo Vítězslava Nezvala, 1982
- Naši furianti, Divadlo Vítězslava Nezvala, 1982
- Splašené zlato, Divadlo Vítězslava Nezvala, 1982
- Malováno na skle, Divadlo Vítězslava Nezvala, 1983
- Černý miláček, Divadlo Vítězslava Nezvala, 1983
- Zlý duch Lumpacivagabundus, Divadlo Vítězslava Nezvala, 1983
- Osel a stín, Divadlo Vítězslava Nezvala, 1983
- Faust, Divadlo Vítězslava Nezvala, 1983
- Kat a blázen, Divadlo Vítězslava Nezvala, 1984
- Anička skřítek a slaměný, Divadlo Vítězslava Nezvala, 1984
- Othello, Divadlo Vítězslava Nezvala, 1984
- Bílé noci, Divadlo Vítězslava Nezvala, 1984
- Dobrý voják Švejk, Divadlo Vítězslava Nezvala, 1984
- Drazí Tótovi...(Rodina Tótů), Divadlo Vítězslava Nezvala, 1985
- Till Enšpígl, Divadlo Vítězslava Nezvala, 1985
- Tvrdohlavá žena, Divadlo Vítězslava Nezvala, 1985
- Dnes ještě zapadá slunce nad, Divadlo Vítězslava Nezvala, 1985
- Brouk v hlavě, Divadlo Vítězslava Nezvala, 1985
- Ženský boj, Divadlo Vítězslava Nezvala, 1986
- Generálka Jeho Veličenstva, Divadlo Vítězslava Nezvala, 1986
- Poprask na laguně, Divadlo Vítězslava Nezvala, 1986
- Švec na střeše, Divadlo Vítězslava Nezvala, 1986
- Bílá nemoc, Divadlo Vítězslava Nezvala, 1986
- Hrátky s čertem, Divadlo Vítězslava Nezvala, 1987
- Nebe na zemi, Divadlo Vítězslava Nezvala, 1987
- Zpráva o chirurgii města N., Divadlo Vítězslava Nezvala, 1987
- Ženich pro čertici, Divadlo Vítězslava Nezvala, 1987
- Lucerna, Divadlo Vítězslava Nezvala, 1988
- Sen noci svatojánské, Divadlo Vítězslava Nezvala, 1988
- Play Nitouche, Divadlo Vítězslava Nezvala, 1988
- Slečnu pro Jeho Excelenci, sou, Divadlo Vítězslava Nezvala, 1989
- Kdes to byl(a) v noci?, Divadlo Vítězslava Nezvala, 1989
- Soukromá oslava, Divadlo Vítězslava Nezvala, 1989
- Těžká Barbora, Divadlo Vítězslava Nezvala, 1989
- Malováno na skle, Divadlo Vítězslava Nezvala, 1990
- Vražda v mlze neboli Neočekáva, Divadlo Vítězslava Nezvala, 1990
- Cukrárna Myriam, Požár v suter, Divadlo Vítězslava Nezvala, 1990
- Masér v dámské lázni, Divadlo Vítězslava Nezvala, 1991
- Nejbláznivější den, Divadlo Vítězslava Nezvala, 1991
- Pašije české aneb Zercadlo umu, Divadlo Vítězslava Nezvala, 1991
- Teta z Bruselu aneb ...si pořá, Divadlo Vítězslava Nezvala, 1991
- Milenec z Marsu, Divadlo Vítězslava Nezvala, 1992
- Tygroši, Divadlo Vítězslava Nezvala, 1992
- Limonádový Joe, Divadlo Vítězslava Nezvala, 1992
- Manon Lescaut, Divadlo Vítězslava Nezvala, 1992
- Pekelný mariáš, Divadlo Vítězslava Nezvala, 1993
- Hráč a jeho štěstí, Divadlo Vítězslava Nezvala, 1993
- Zahraj to znovu, Same, Divadlo Vítězslava Nezvala, 1993
- Strašidlo Bublifuk, Divadlo Vítězslava Nezvala, 1993
- Strakonický dudák, Divadlo Vítězslava Nezvala, 1993
- Břímě lásky, Divadlo Dagmar Karlovy Vary, 1994
- Když kočky nejsou doma, Divadlo Vítězslava Nezvala, 1994
- Máchův Máj, Divadlo Vítězslava Nezvala, 1994
- Nevyléčitelní, Divadlo Vítězslava Nezvala, 1994
- Balada z hadrů, Divadlo Vítězslava Nezvala, 1995
- Nesmrtelný příběh, Divadlo Vítězslava Nezvala, 1995
- Pekelný mariáš, Divadlo Vítězslava Nezvala, 1995
- To byl ten krásný čas aneb, Divadlo Vítězslava Nezvala, 1995
- Hrátky s čertem, Divadlo Vítězslava Nezvala, 1995
- Princ Nosáč, Divadlo Vítězslava Nezvala, 1995
- Rozmarný duch, Divadlo Vítězslava Nezvala, 1996
- Snack Bar, Divadlo Vítězslava Nezvala, 1996
- Jonáš a doktor Matrace, Divadlo Vítězslava Nezvala, 1996
- Idiotka, Divadlo Vítězslava Nezvala, 1996
- Tři zlaté vlasy děda Vševěda, Divadlo Vítězslava Nezvala, 1996
- Krvavá svatba, Divadlo Josefa Kajetána Tyla, 1997
- Sněhová královna, Divadlo Vítězslava Nezvala, 1997
- Periférie, Divadlo Vítězslava Nezvala, 1997
- Nevyléčitelní, Divadlo Josefa Kajetána Tyla, 1998
- Bez roucha, Divadlo Josefa Kajetána Tyla, 1998
- Višňový sad, Divadlo Josefa Kajetána Tyla, 1998
- Paličova dcera, Divadlo Josefa Kajetána Tyla, 1998
- Richard III., Divadlo Josefa Kajetána Tyla, 1999
- Trouba na večeři, Divadlo Josefa Kajetána Tyla, 1999
- Návštěva staré dámy, Divadlo Josefa Kajetána Tyla, 1999
- Kiss Me Kate, Divadlo Josefa Kajetána Tyla, 1999
- Nuly, Divadlo Josefa Kajetána Tyla, 2000
- Tři v tom, Divadlo Josefa Kajetána Tyla, 2000
- Dáma od Maxima, Divadlo Josefa Kajetána Tyla, 2000
- Vlkodlak, Divadlo Josefa Kajetána Tyla, 2000
- Hamlet, Divadlo Josefa Kajetána Tyla, 2001
- Večer tříkrálový, Městské divadlo Karlovy Vary, 2001
- Šakalí léta, Divadlo Josefa Kajetána Tyla, 2001
- Yvonna, princezna burgundánská, Divadlo Josefa Kajetána Tyla, 2001
- Bratři Karamazovi, Divadlo Josefa Kajetána Tyla, 2002
- David a Goliáš, Divadlo Josefa Kajetána Tyla, 2002
- Sladké ptáče mládí, Divadlo Josefa Kajetána Tyla, 2002
- Přes přísný zákaz dotýká se sn, Divadlo Josefa Kajetána Tyla, 2003
- Lhář, Divadlo Josefa Kajetána Tyla, 2003
- Utrejch a staré krajky, Divadlo Josefa Kajetána Tyla, 2003
- Král Lear, Divadlo Josefa Kajetána Tyla, 2004
- Hejtman z Kopníku, Divadlo Josefa Kajetána Tyla, 2004
- Gazdina roba, Divadlo Josefa Kajetána Tyla, 2004
- Divoká kachna, Divadlo Josefa Kajetána Tyla, 2005
- Obsluhoval jsem anglického krále, Divadlo Josefa Kajetána Tyla, 2005
- Jak je důležité míti Filipa, Divadlo Josefa Kajetána Tyla, 2005
- Poručík z Inishmoru, Divadlo Josefa Kajetána Tyla, 2005
- Cyrano z Bergeracu, Divadlo Josefa Kajetána Tyla, 2006
- Královna Margot, Divadlo Josefa Kajetána Tyla, 2006
- Vnitřní hlasy, Divadlo Josefa Kajetána Tyla, 2007
- Třetí zvonění, Divadlo Josefa Kajetána Tyla, 2007
- Odcházení, Divadlo Josefa Kajetána Tyla, 2008
- Zkrocení zlé ženy, Divadlo Josefa Kajetána Tyla, 2008
- Naši furianti, Divadlo Josefa Kajetána Tyla, 2008
- Zahradníkův pes, Divadlo Josefa Kajetána Tyla, 2008
- Lucerna, Divadlo Josefa Kajetána Tyla, 2009
- S vyloučením veřejnosti, Divadlo Josefa Kajetána Tyla, 2009
- Romeo a Julie, Divadlo Josefa Kajetána Tyla, 2009
- Noc bláznů, Divadlo Josefa Kajetána Tyla, 2010
- Impresario ze Smyrny, Divadlo Josefa Kajetána Tyla, 2010
- Macbeth, Divadlo Josefa Kajetána Tyla, 2011
- Porcie Coughlanová, Divadlo Josefa Kajetána Tyla, 2011
- Život je sen, Divadlo Josefa Kajetána Tyla, 2011
- Taková ženská na krku, Divadlo Josefa Kajetána Tyla, 2012
- Pygmalión, Divadlo Josefa Kajetána Tyla, 2012
- Lakomec, Divadlo Josefa Kajetána Tyla, 2012
- Garderobiér, Divadlo Josefa Kajetána Tyla, 2013
- Je třeba zabít Sekala, Divadlo Josefa Kajetána Tyla, 2013

### Film
Filmovým rolím se věnoval poměrně málo.